# I. e. 50-es évek
Évszázadok: i. e. 2. század – i. e. 1. század – 1. század
Évtizedek: i. e. 100-as évek – i. e. 90-es évek – i. e. 80-as évek – i. e. 70-es évek – i. e. 60-as évek – i. e. 50-es évek – i. e. 40-es évek – i. e. 30-as évek – i. e. 20-as évek – i. e. 10-es évek – i. e. 1-es évek
Évek: i. e. 59 – i. e. 58 – i. e. 57 – i. e. 56 – i. e. 55 – i. e. 54 – i. e. 53 – i. e. 52 – i. e. 51 – i. e. 50